# Giuseppe Bergomi
Giuseppe Bergomi (født 22. december 1963) er en italiensk tidligere fodboldspiller, som spillede hele sin aktive karriere i Inter Milano. 
Bergoni er indehaver af klubrekorden for flest spillede kampe efter mere end 20 sæsoner i klubben.
Bergomi dannede sammen med Milan-spilleren Franco Baresi og Juventus-spillerne Gaetano Scirea and Antonio Cabrini et stærkt italiensk forsvar gennem det meste af 1980'erne, og spillede en væsentlig rolle for Italiens triumf ved VM i fodbold 1982.